# Hubbrücke

Funktionsweise einer Hubbrücke

Eine Hubbrücke oder Hebebrücke ist eine bewegliche Brücke, bei der durch Heben des Fahrweges eine größere Durchfahrtshöhe für Schiffe geschaffen wird. Dabei wird die Fahrbahn bzw. der Gleisträger in waagerechter Lage mithilfe von Hydraulik oder Spindeltrieben nach oben bewegt. Im Gegensatz zu Klappbrücken ist die Durchfahrtshöhe bei Hubbrücken durch die Hubhöhe begrenzt. 
Die 1894 in Betrieb genommene South Halsted Street Lift-Bridge in Chicago, Illinois war die weltweit erste Hubbrücke. Die Arthur Kill Vertical Lift Bridge neben der Goethals Bridge zwischen dem New Yorker Stadtbezirk Staten Island und Elizabeth, New Jersey ist mit 170 m Spannweite die längste Hubbrücke der Welt. Die höchste Hubbrücke der Welt ist mit einer Bauwerkshöhe von 86 Meter der Pont Gustave Flaubert in Rouen, Frankreich; diese Brücke hat 10 bzw. 55 m Durchfahrtshöhe.

## Deutschland
Die älteste noch funktionierende Hubbrücke Deutschlands ist die 1900 für den Straßen- und Eisenbahnverkehr erbaute Hubbrücke am Burgtor in Lübeck. Die zweitälteste ist die Plauer Hubbrücke von 1916, eine alte Hubbrücke war die 1927 in Oldenburg über den Küstenkanal erbaute Cäcilienbrücke, die im Jahr 2020 abgerissen wurde.
In Magdeburg existieren zwei Hubbrücken. Die kleinere, 1894 eröffnete Hubbrücke Handelshafen befindet sich über der Einfahrt zu einem Hafenbecken und ist die älteste Hubbrücke in Deutschland. Die zweite, sehr viel größere Hubbrücke Magdeburg, überspannt die Elbe. Beide Brücken sind stillgelegt.
Im Hamburger Hafen gibt es die nebeneinander liegenden Kattwykbrücken, je eine Hubbrücke für Straßen- und für Eisenbahnverkehr. Die neuere Bahnbrücke ist dabei die größte Hubbrücke Deutschlands, ein Platz, den zuvor die ältere Straßenbrücke hatte. Die 1934 errichtete Rethe-Hubbrücke wurde nach Ablauf ihrer technischen Lebensdauer 2016 durch eine Klappbrücke ersetzt und 2018 abgebrochen.
Weitere Hubbrücken für den Straßenverkehr gibt es in Meppen über den Dortmund-Ems-Kanal bzw. die Hase. Der aus dem Jahre 1946 stammende Bau wurde abgerissen und 2007 durch einen Neubau ersetzt. Die Hubbrücke Huntebrück in Berne über die Hunte existierte bis 2018. 2015 wurde als Ersatzbauwerk eine Klappbrücke über die Hunte fertiggestellt, die (denkmalgeschützte) Hubbrücke wurde abgerissen.
In Duisburg gibt es drei Hubbrücken. Die älteste führt im Stadtteil Homberg über den Rheinpreußenhafen und wurde 1931/32 gebaut. Sie ist baufällig und seit November 2017 auch für Fußgänger und Zweiradfahrer gesperrt.
Im Stadtteil Walsum führt die zweite Hubbrücke über den Nordhafen Walsum, der zum dortigen Kohlekraftwerk der Steag gehört. Die Brücke wurde 1934–35 gebaut, im März 1945 gesprengt und 1950 wiedererrichtet. Sie ist seit Oktober 2012 wegen baulicher Mängel für den Pkw-Verkehr gesperrt und nur von Fußgängern und Radfahrern passierbar.
Die Schwanentorbrücke, gebaut in den 1950er Jahren, überquert den Innenhafen nahe der Stadtmitte und wird sowohl vom Straßen- als auch vom Straßenbahnverkehr genutzt.
Die Hubbrücke Karnin ist eine Eisenbahnbrücke über den Strom und verband bis zum Ende des Zweiten Weltkrieges die Insel Usedom mit dem Festland Vorpommerns. 
Mit 1,86 Metern Hubhöhe und 13 Metern Länge ist die 1916 errichtete Plauer Hubbrücke über die Elde in Plau am See eine kleine Brücke und dient vorwiegend Wassersportbooten zur Ausfahrt aus dem Plauer See.

## Frankreich
Als größte Hubbrücke Europas überquert seit 2008 der Pont Gustave Flaubert die Seine in Rouen mit einer Spannweite von 120 Metern und einer Gesamthöhe von 86 Metern. Die Durchfahrtshöhe beträgt 10 m im gesenkten und 55 m im gehobenen Zustand.
Nur wenig kleiner ist der 2013 eröffnete Pont Jacques Chaban-Delmas über die Garonne bei Bordeaux.

## Niederlande
In den Niederlanden sind mehrere Hubbrücken (ndl.: Hefbrug) im Einsatz. Die Betreiber sind dazu übergegangen, nicht für jedes Schiff einzeln die Durchfahrt zu ermöglichen, sondern das erste Schiff muss im Regelfall warten, bis weitere Durchlass begehren, womit eine Blockabfertigung erreicht wird.
Für den Hebevorgang der beweglichen Elemente werden Gebühren fällig, die je nach Kommune unterschiedlich hoch sein können. An den Kanälen in den Niederlanden liegen sie zwischen zwei und fünf Euro.

## Tschechien
Im Frühjahr 2021 wurde die erste Hubbrücke in Tschechien in Betrieb genommen. Sie überführt in Lužec nad Vltavou die Bahnstrecke Vraňany–Lužec nad Vltavou über den Moldaukanal (Laterální plavební kanál Mělník–Vraňany). Sie ermöglicht zukünftig die Durchfahrt von Schiffen mit einer Höhe von 7,5 Metern über Wasserlinie in der Relation von Hamburg nach Prag. Das feste Vorgängerbauwerk hatte nur eine Durchfahrtshöhe von 4,5 Metern zugelassen.

## Beispiele

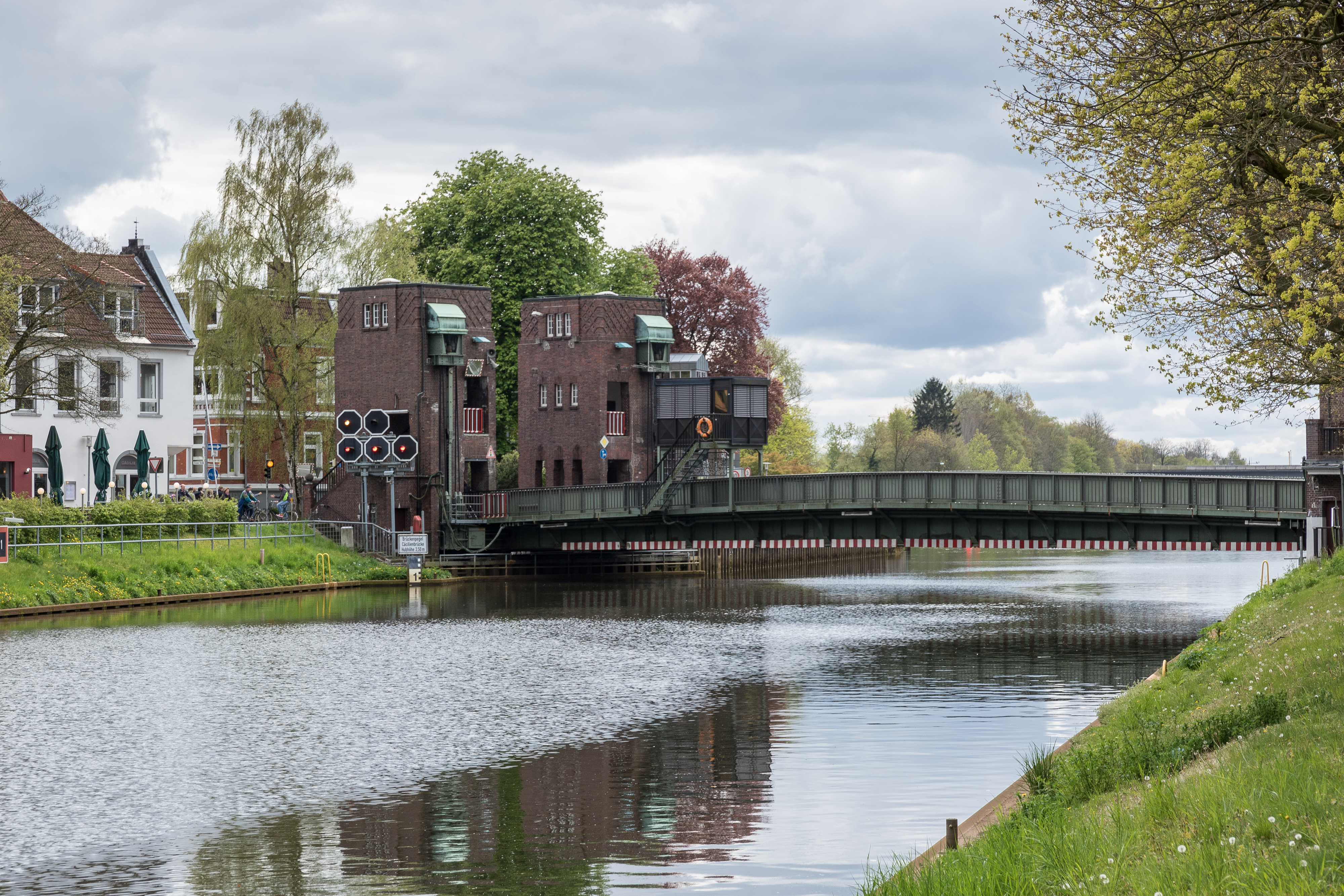
Cäcilienbrücke in Oldenburg, Hubbrücke über die Hunte
Cäcilienbrücke, Oldenburg (Oldb)
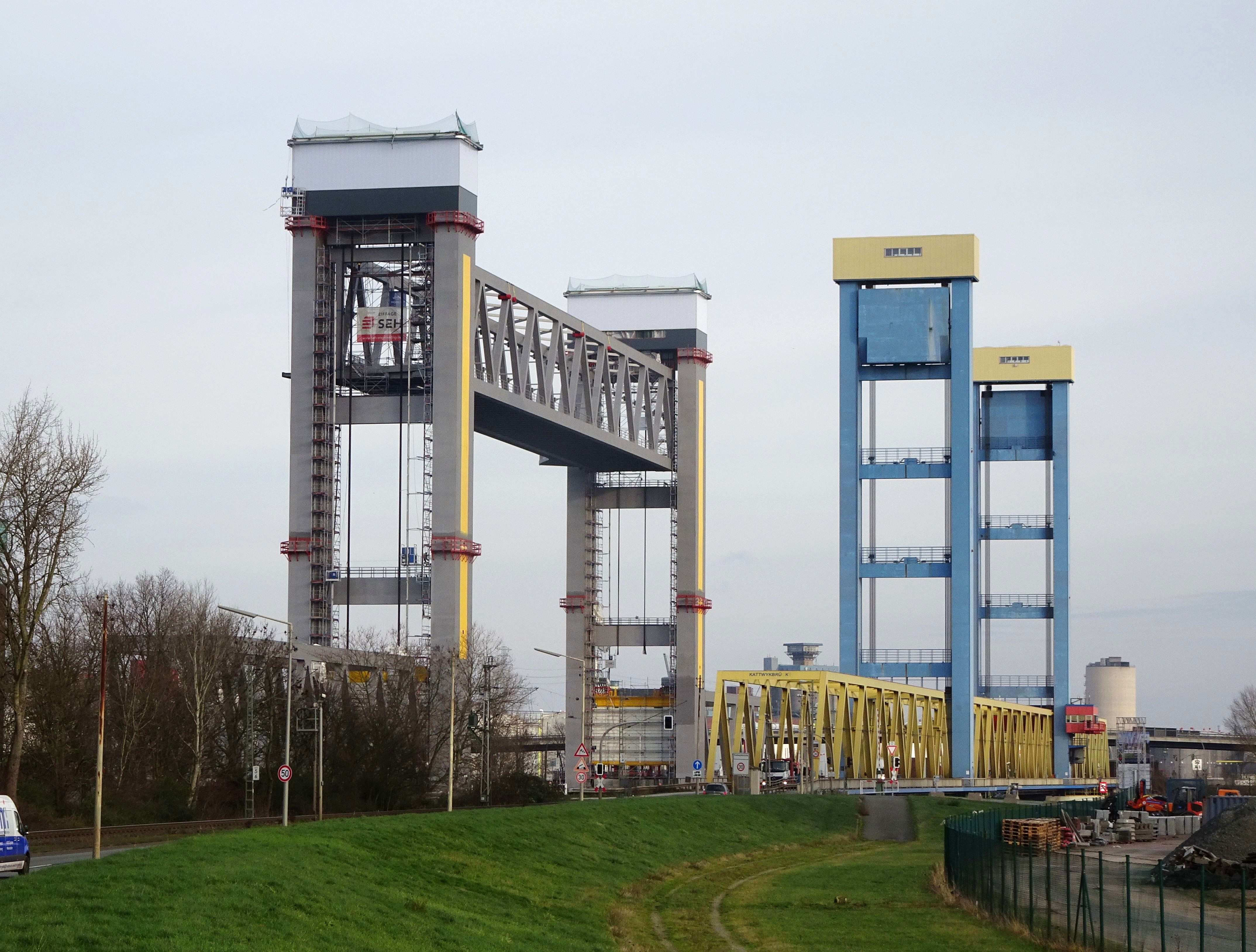
Kattwykbrücken, Hamburg
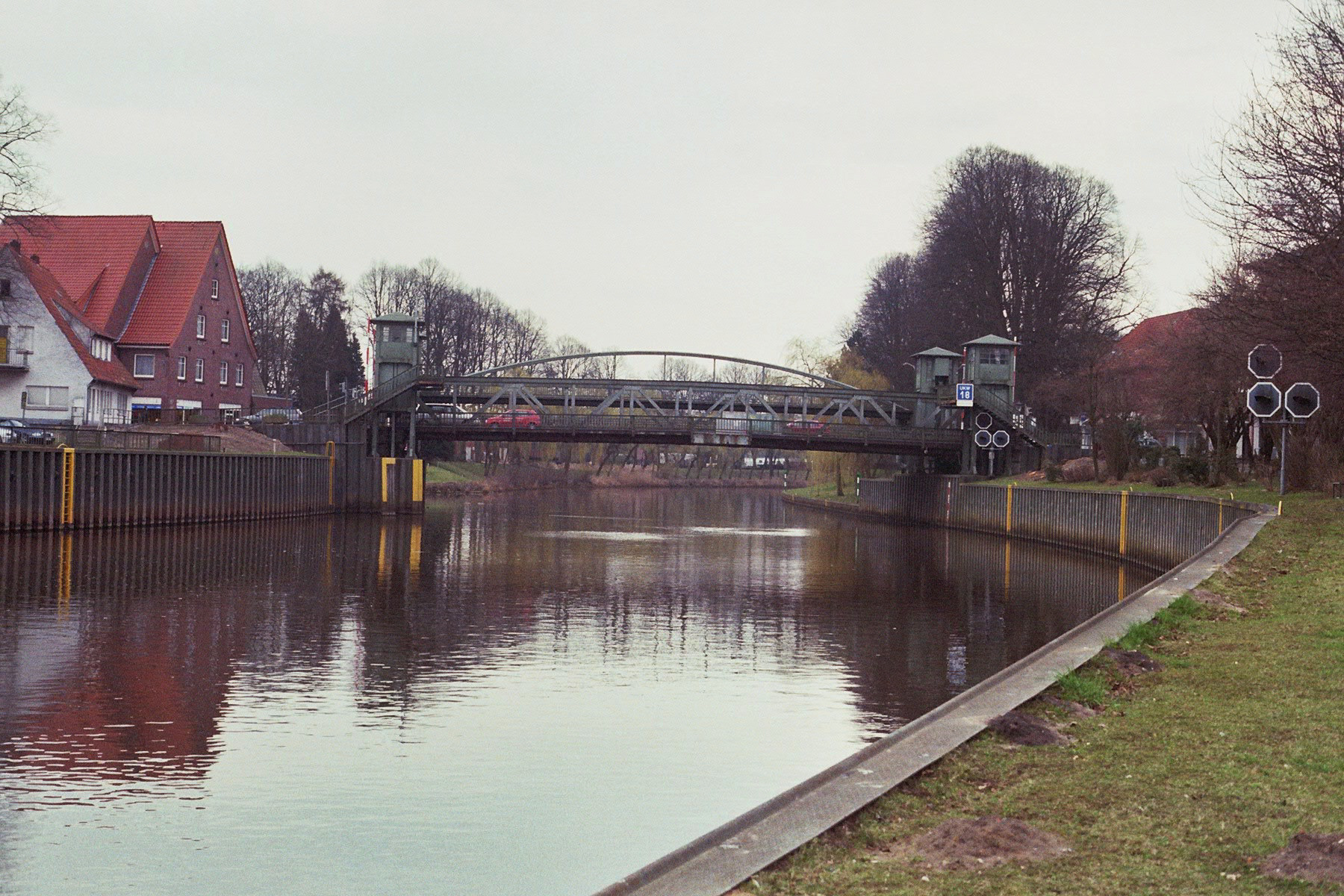
Ehemalige Hubbrücke, Meppen
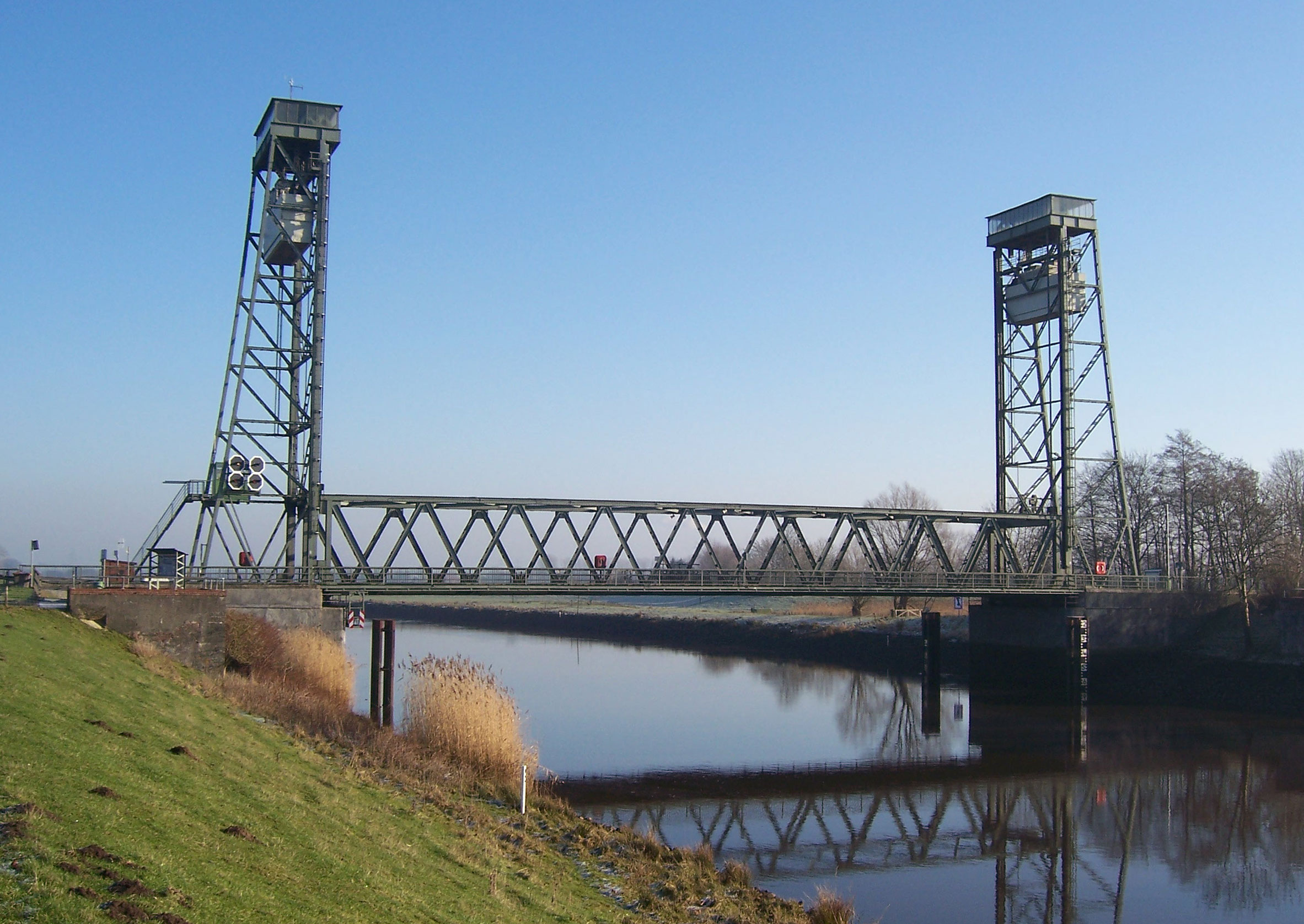
Hubbrücke Huntebrück
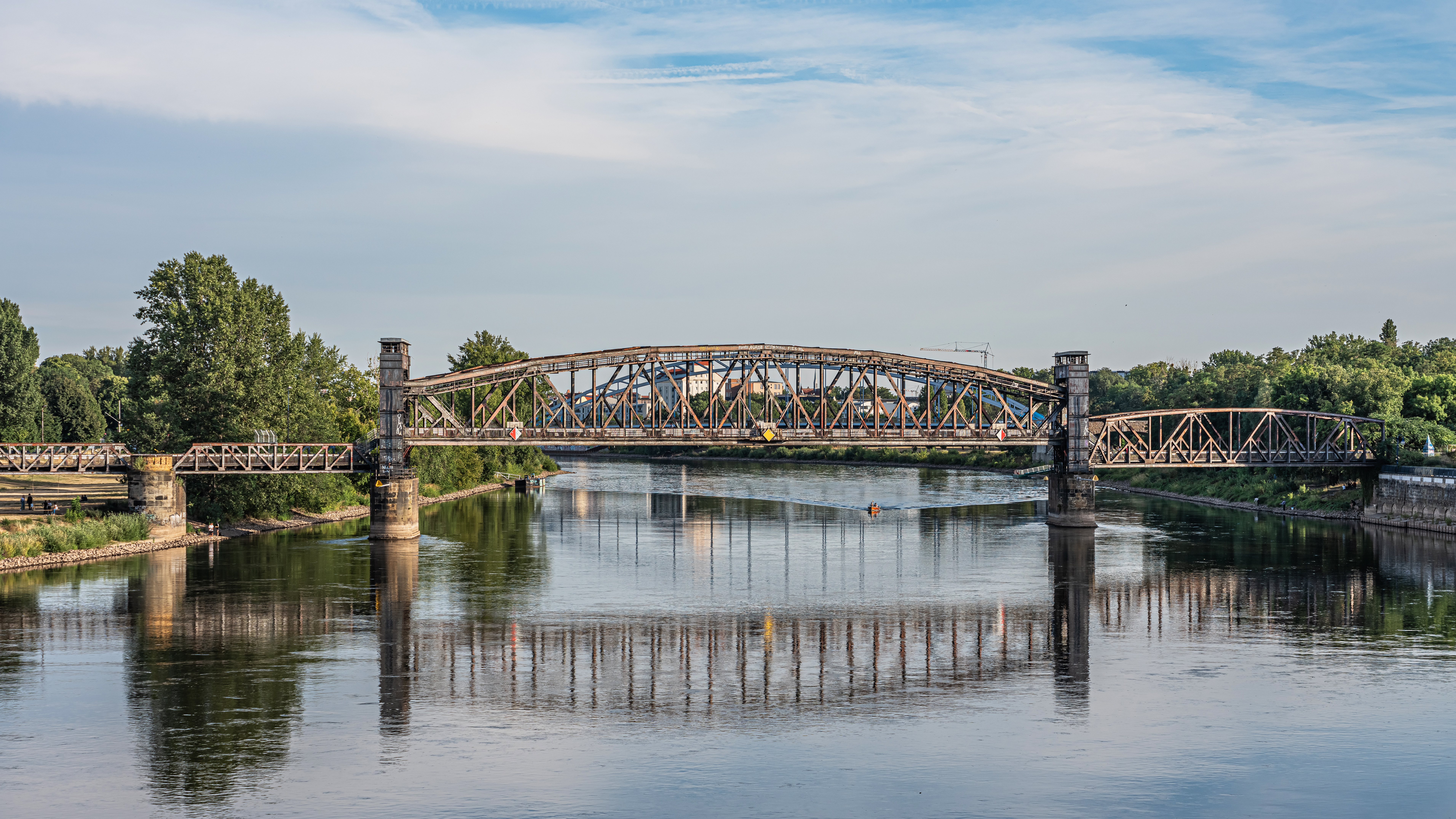
Hubbrücke Magdeburg
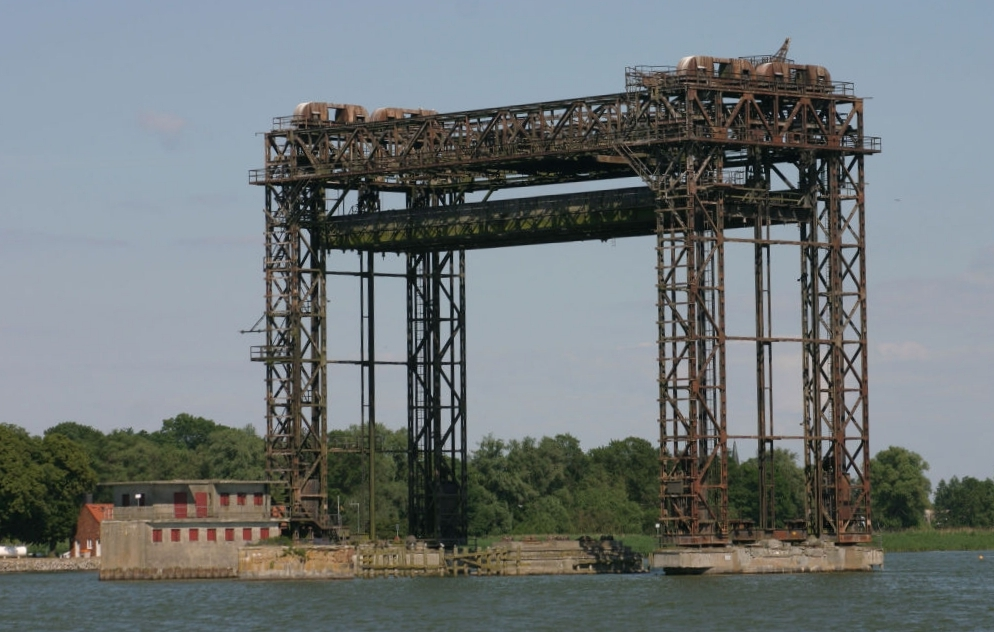
Hubbrücke Karnin
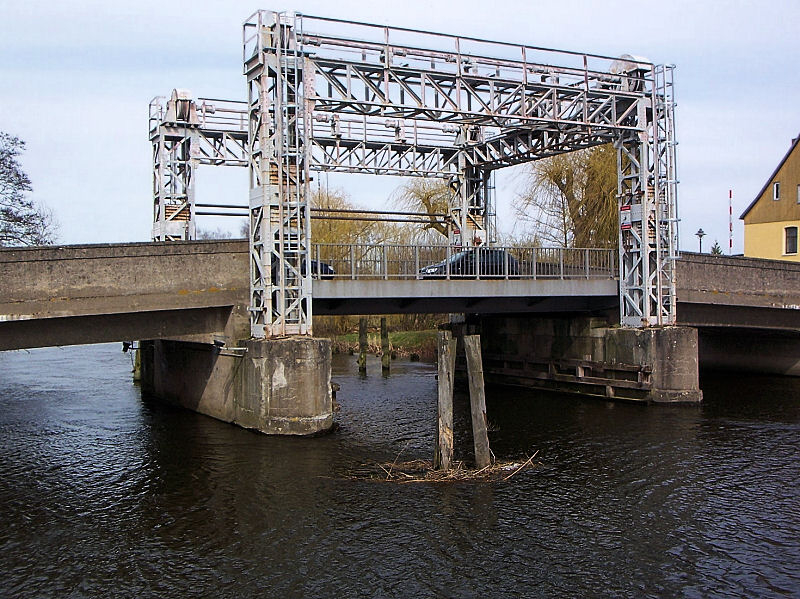
Hubbrücke Schwaan
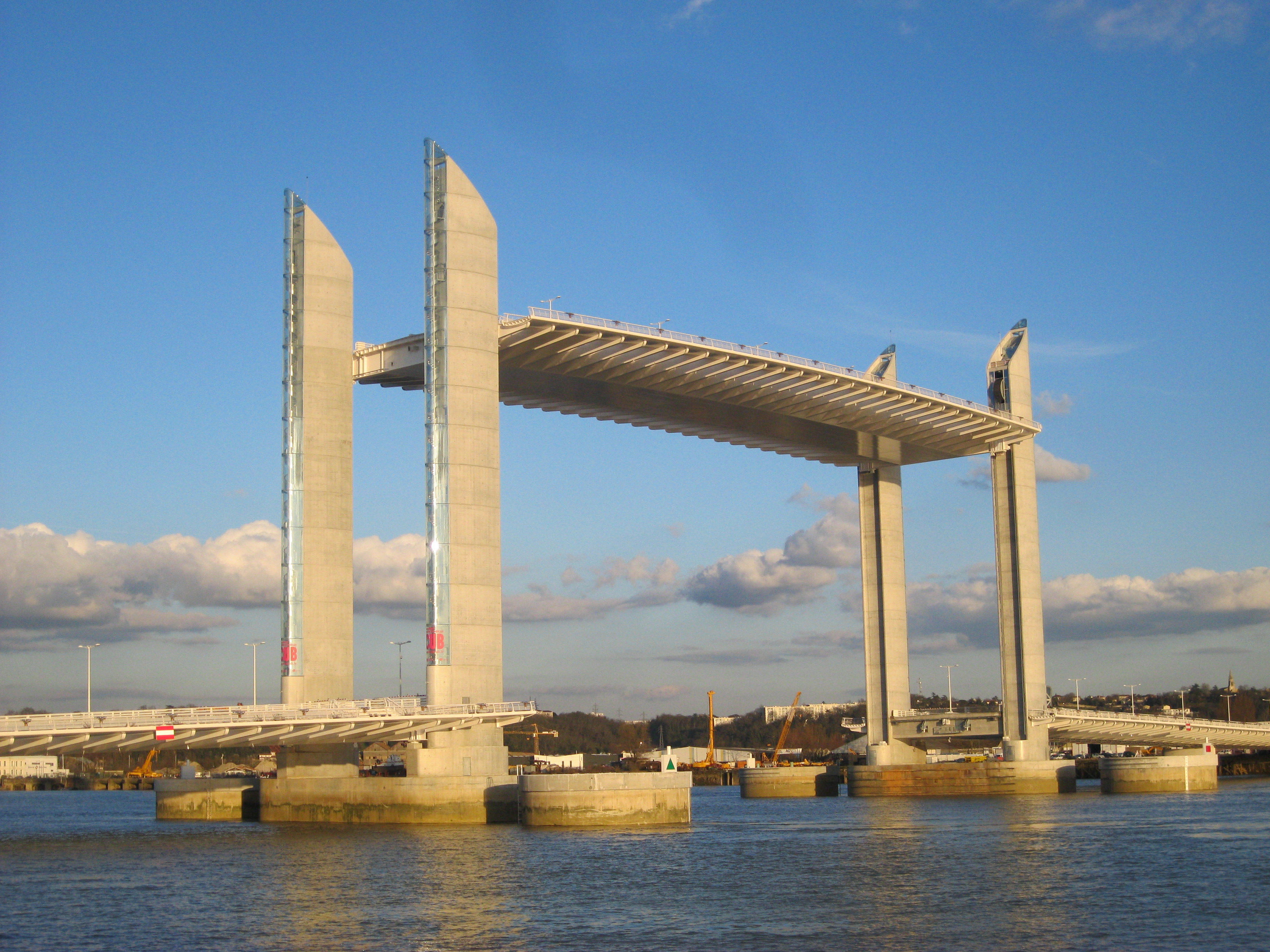
Pont Jacques-Chaban-Delmas, Bordeaux
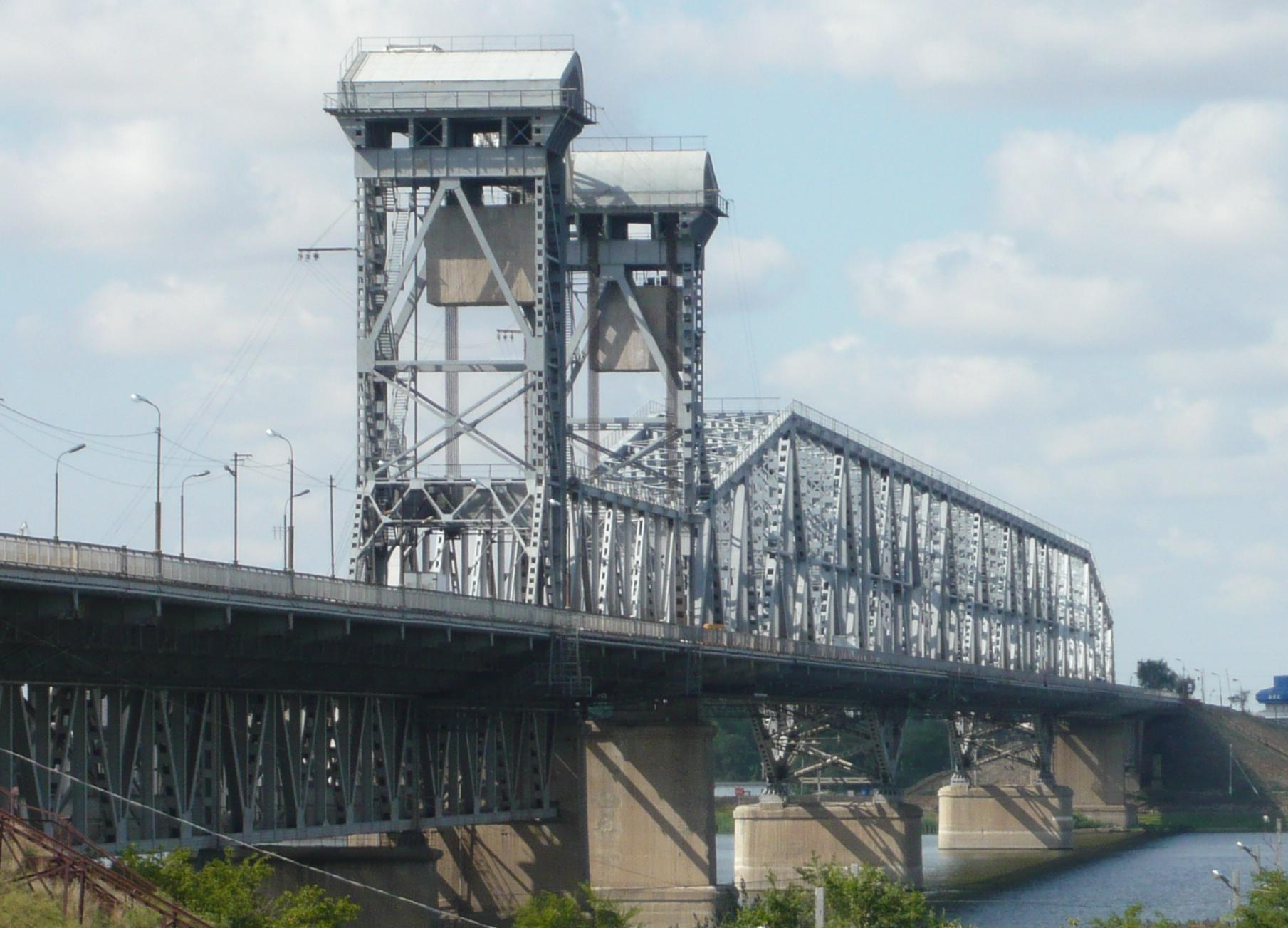
Hubbrücke, Astrachan, Russische Föderation
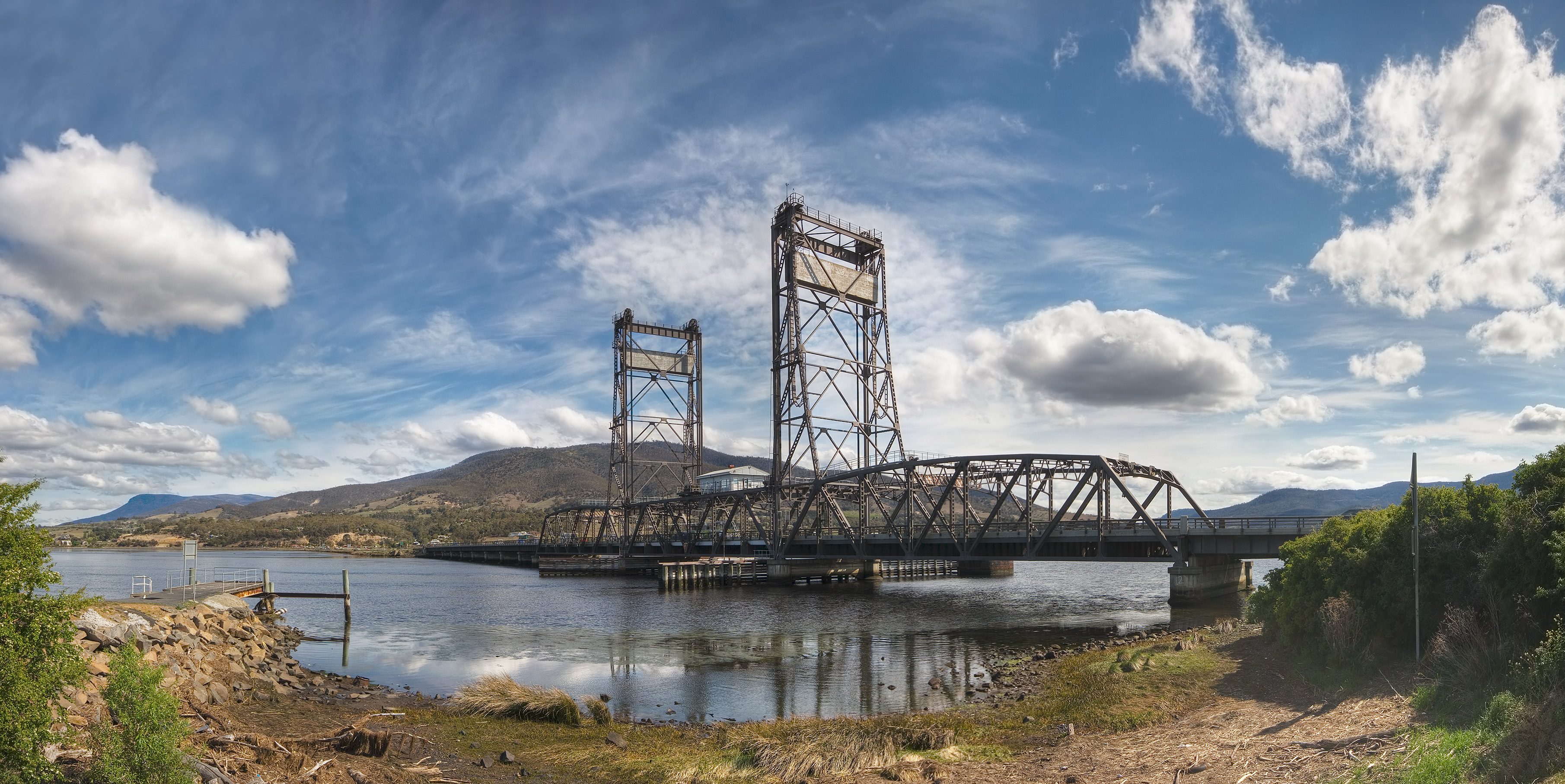
Bridgewater Bridge, Tasmanien, Australien
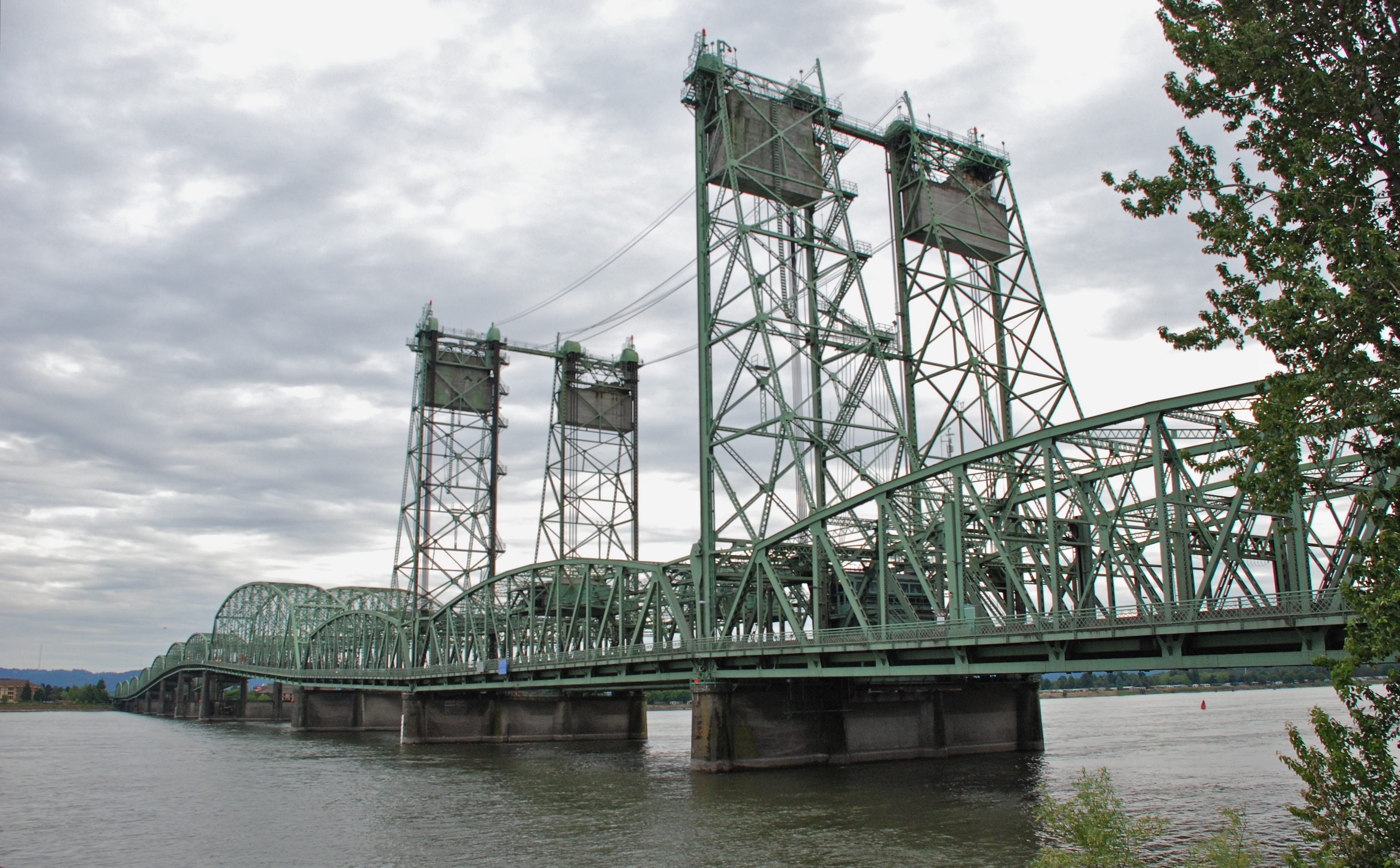
Interstate Bridge, Portland (Oregon), USA
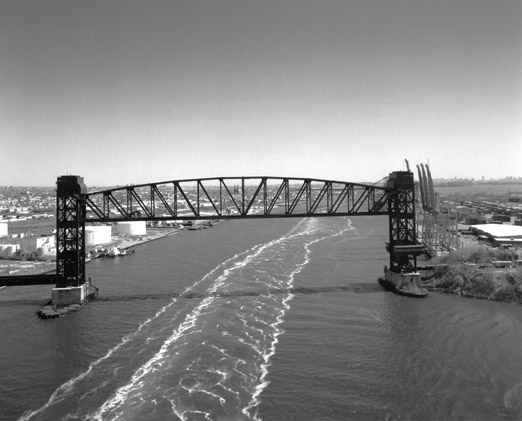
Arthur Kill Vertical Lift Bridge, New York, USA
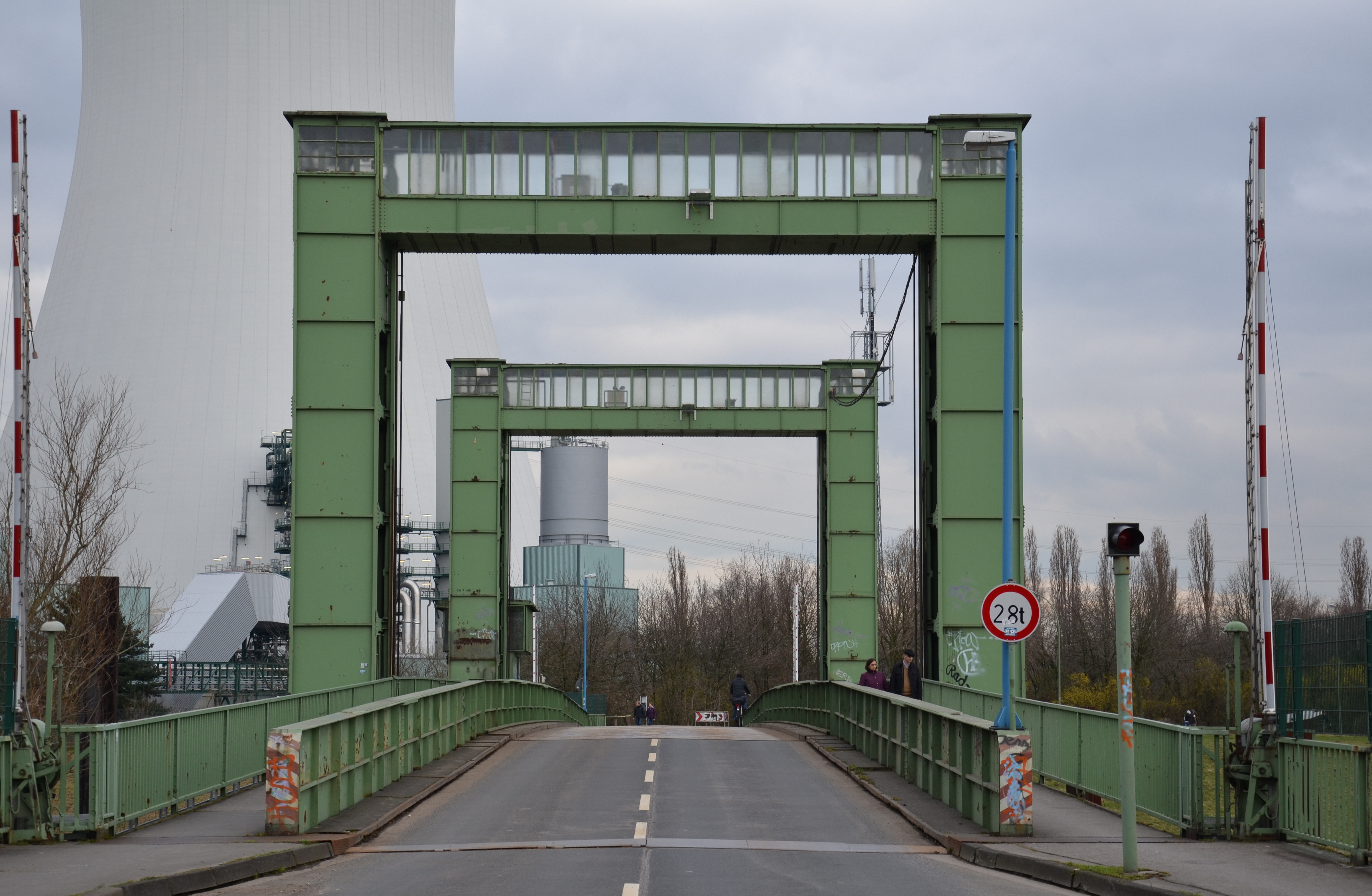
Hubbrücke Duisburg-Walsum
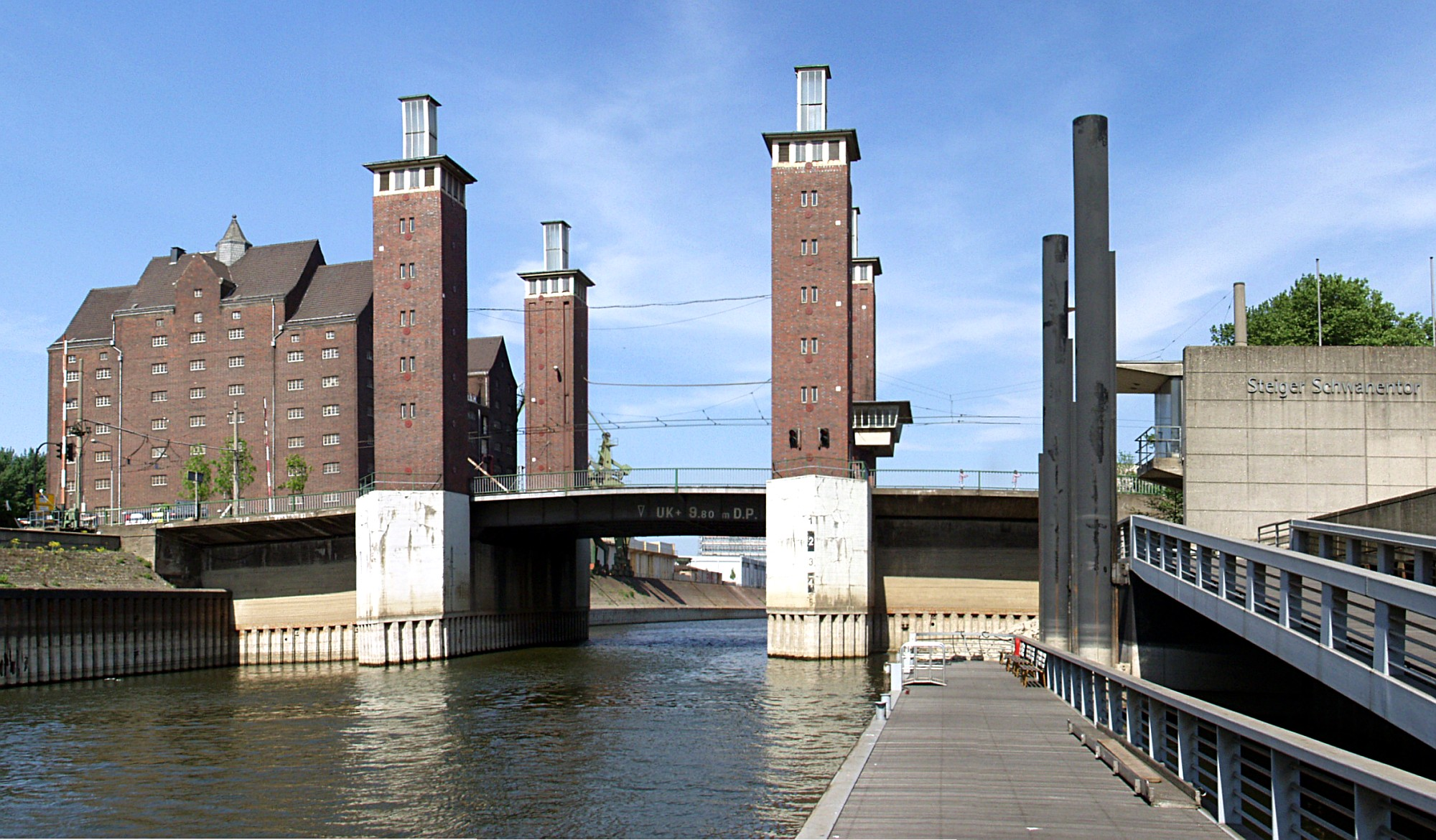
Schwanentorbrücke Duisburg
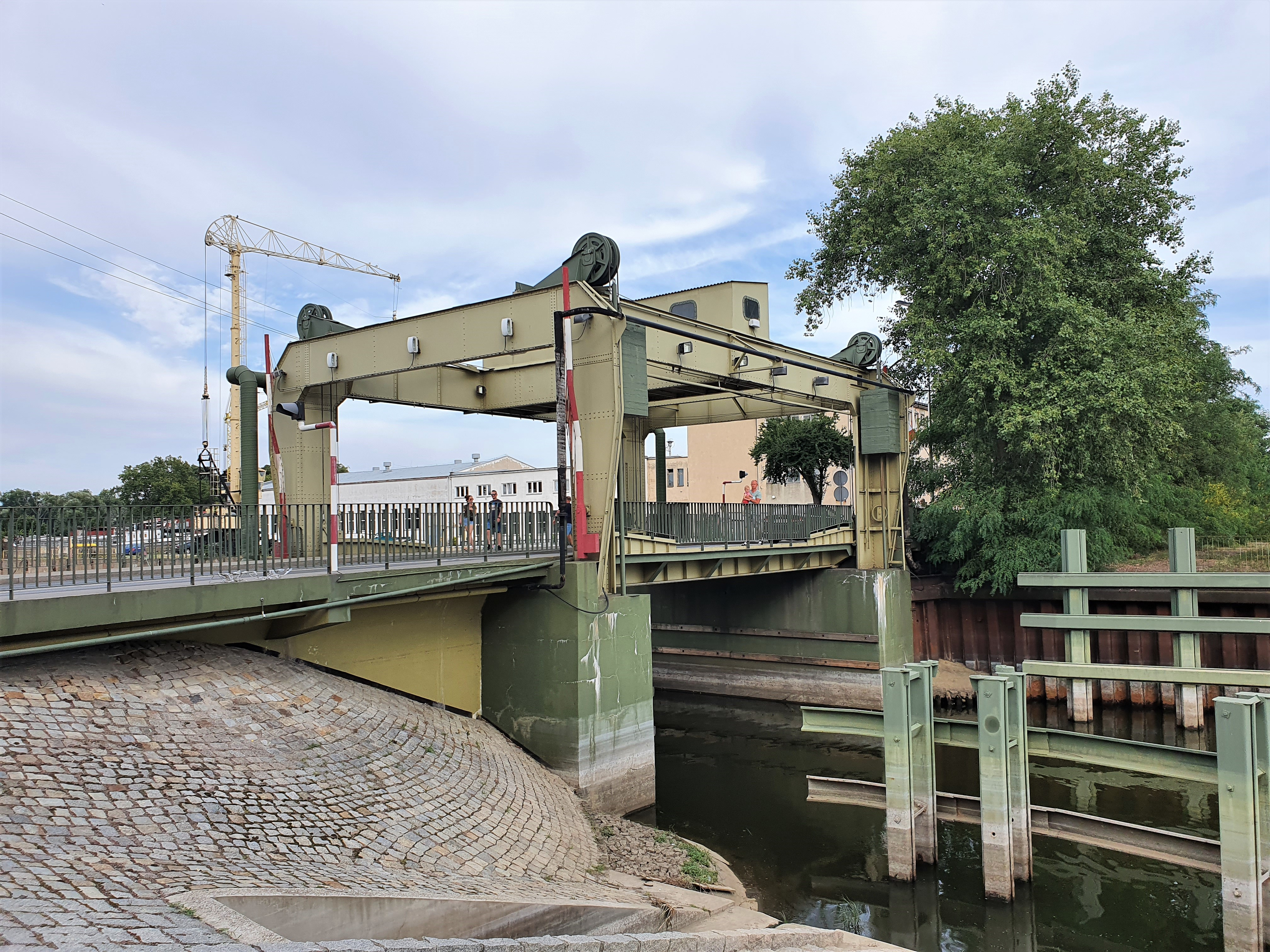
Hubbrücke in Nowa Sól, Polen
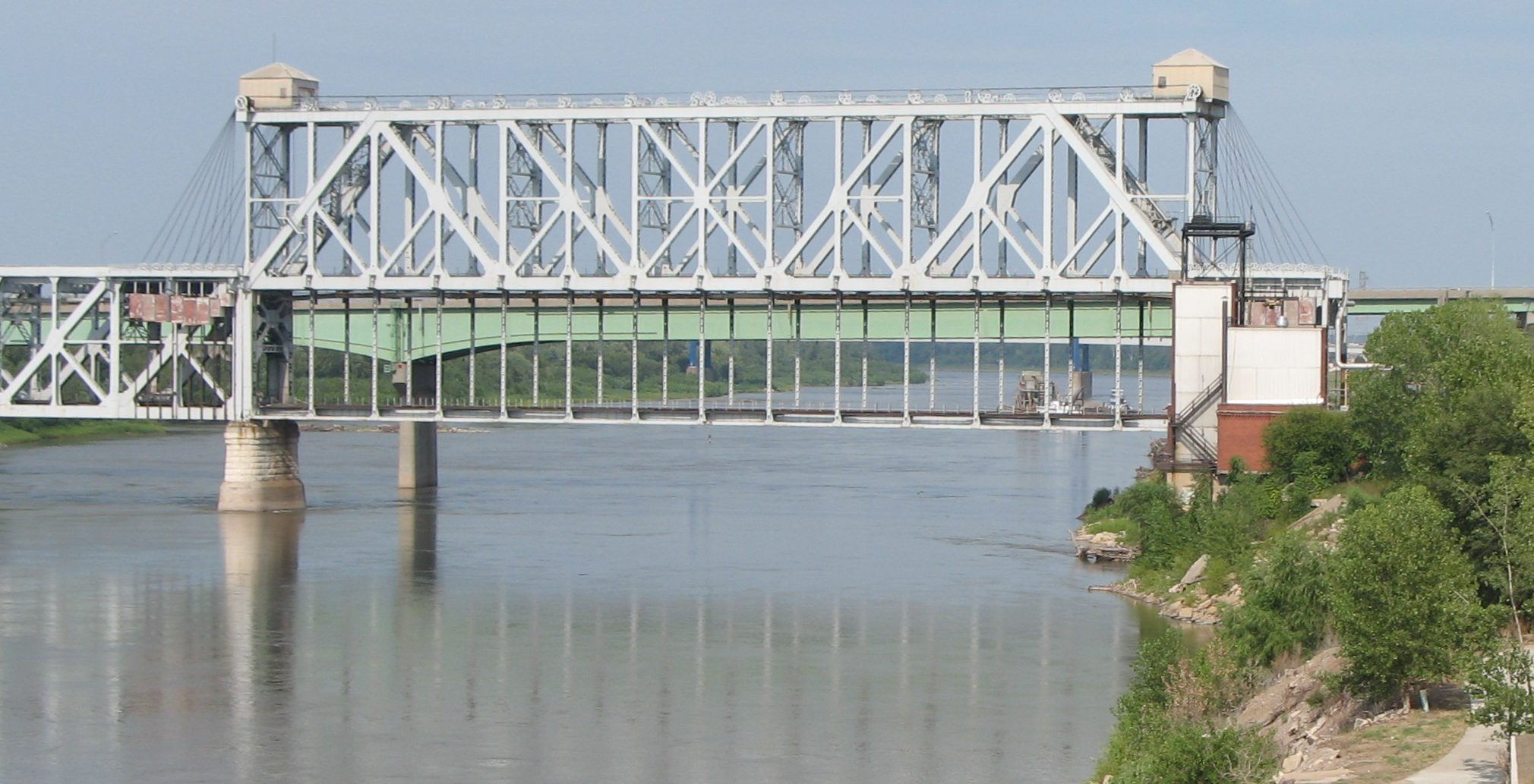
ASB Bridge in Kansas City, Missouri
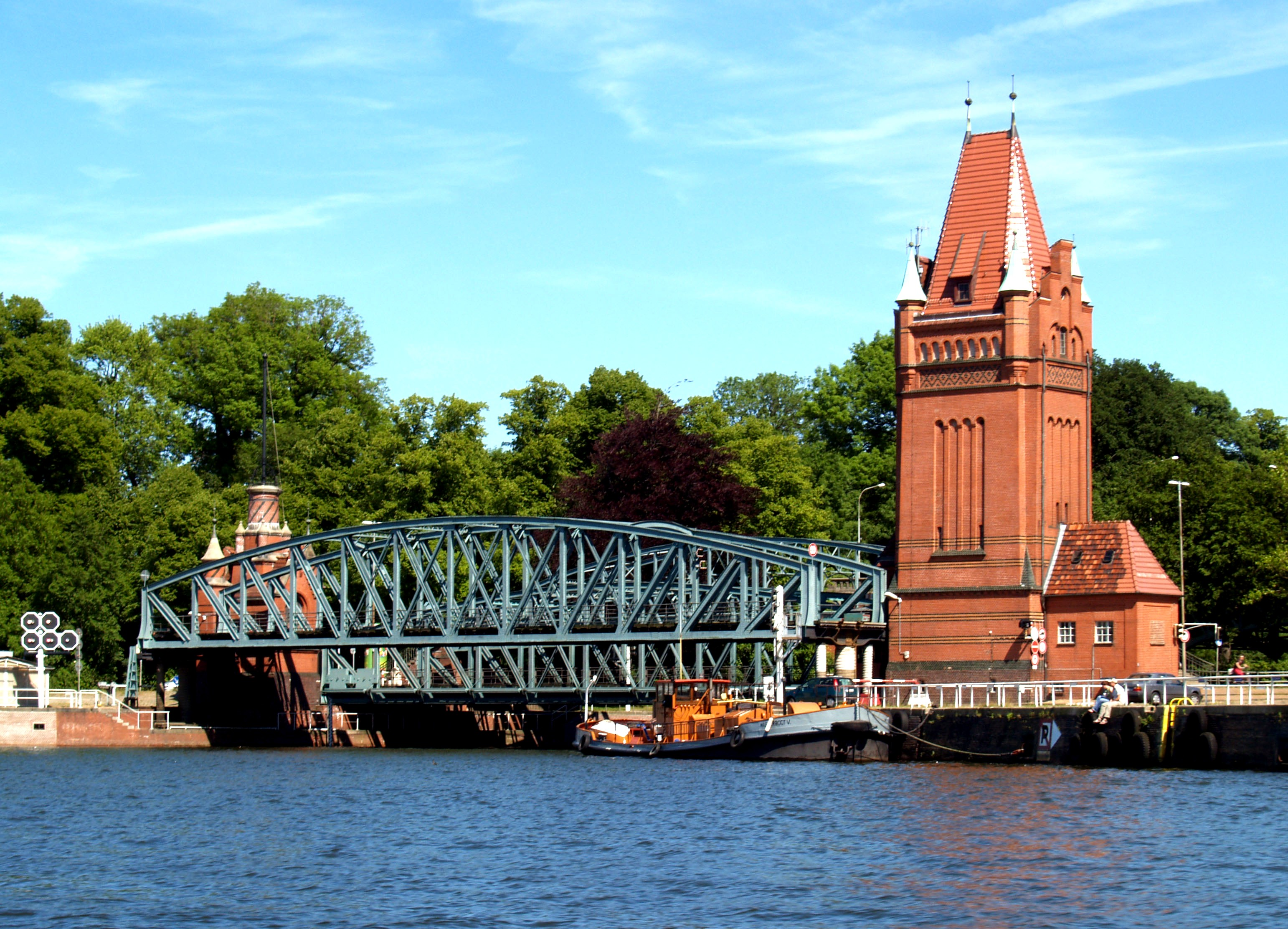
Hubbrücke in Lübeck
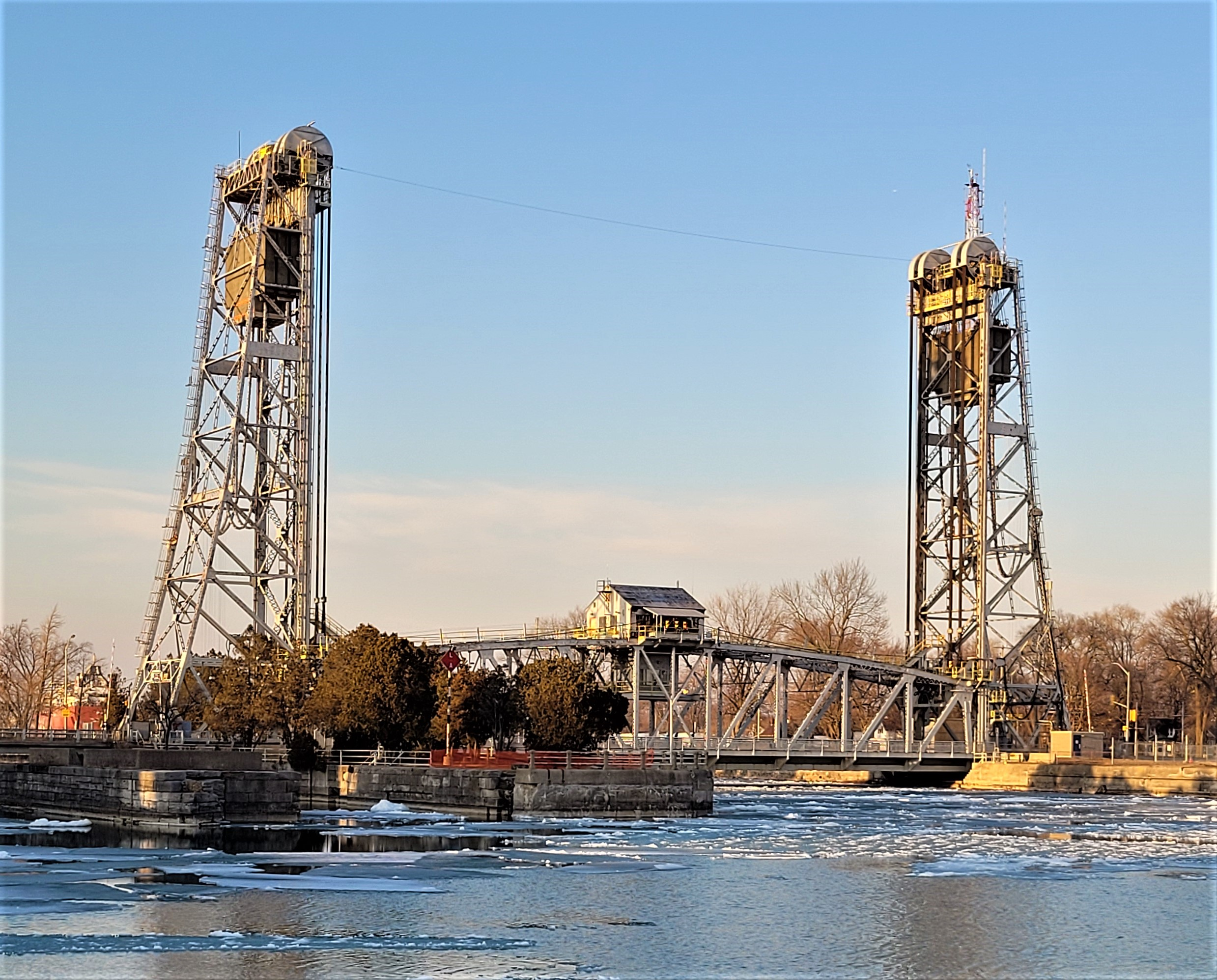
Clarence Street Bridge in Port Colborne, Ontario